# هلالي الجغتائي
هلالي الجغتائي (ت. 936 هـ) هو من الشعراء الغزليين في إيران.
هو نور الدين، وقيل بدر الدين الجغتائي الاسترابادي الهراتي، المشتهر بهلالي. كان تركياً، جغتائي الأصل، ولد في استراباد ، ونشأ في هراة ، عاصر السلطان حسين بايقرا وحظي لديه ولدى وزيره الأمير علي شير النوائي. قتل بأمر من عبد الله خان أزبك والي هراة بسبب تشيُّعه سنة 936 هـ، وقيل سنة 931 هـ، وقيل سنة 935 هـ، وقيل سنة 939 هـ.

## آثاره
من آثاره: ثلاث مثنويات تحت اسم: «ليلى ومجنون» ، و «صفات العاشقين» ، و «شاه ودرويش» أو «شاه وگدا» ، وله أيضا ديوان شعر.